# VII Giochi della Francofonia
I VII Giochi della Francofonia si sono svolti dal 6 al 15 settembre 2013 a Nizza, in Francia. La manifestazione si è contraddistinta per lo svolgimento di eventi sportivi e culturali.
La madrina dell'evento è stata Adèle Safi Kagarabi, la presidente della Coordination nationale de la marche mondiale des femmes, che lotta contro le violenze, le persecuzioni e gli stupri perpetrati sulle donne da parte dei gruppi armati in Congo. 3 000 persone, provenienti da 75 Paesi, hanno preso parte agli eventi sportivi e culturali. Le gare sportive hanno avuto luogo al Palais Nikaia, gli eventi culturali si sono svolti all'Acropolis.

## Partecipanti
- Andorra
- Armenia
- Australia
- Benin
- Bulgaria
- Burkina Faso
- Burundi
- Cambogia
- Camerun
- Canada
- Capo Verde
- Rep. Centrafricana
- Ciad
- Cipro
- Comore
- Rep. del Congo
- RD del Congo
- Costa d'Avorio
- Egitto
- Estonia
- Francia
- Gabon
- Gibuti
- Guinea
- Guinea-Bissau
- Guinea Equatoriale
- Haiti
- Libano
- Lussemburgo
- Macedonia
- Madagascar
- Mali
- Marocco
- Mauritania
- Mauritius
- Monaco
- Montenegro
- Mozambico
- Niger
- Nuovo Brunswick
- Polonia
- Qatar
- Québec
- Romania
- Ruanda
- Saint Lucia
- Senegal
- Seychelles
- Svizzera
- Togo
- Tunisia
- Uruguay
- Vallonia
- Vanuatu
- Vietnam

## Eventi sportivi
- Lotta senegalese (?)
- Atletica leggera (42)
- Atletica leggera paralimpica (?)
- Pallacanestro
- Ciclismo (?)
- Pugilato (?)
- Calcio (1)
- Judo (?)
- Tennistavolo (?)
- Lotta (?)[1]

## Eventi culturali
- Creazione digitale
- Creazione ecologica
- Danza hip-hop
- Giocolieri
- Poesia
- Pittura
- Fotografia
- Burattini
- Scultura
- Canzone
- Narrativa
- Danza di ispirazione tradizionale

## Programma
| Settembre                    | 6 | 7 | 8 | 9 | 10 | 11 | 12 | 13 | 14 | 15 | T  |
| ---------------------------- | - | - | - | - | -- | -- | -- | -- | -- | -- | -- |
| Cerimonie                    |   | O |   |   |    |    |    |    |    | C  |    |
| Atletica leggera             |   |   |   |   | 3  | 8  | 9  | 5  | 14 |    | 39 |
| Pallacanestro                |   |   |   |   |    |    |    |    | 1  |    | 1  |
| Ciclismo                     |   |   | 2 |   |    |    |    |    |    |    | 2  |
| Calcio                       |   |   |   |   |    |    |    |    |    | 1  | 1  |
| Atletica leggera paralimpica |   |   |   |   | 2  |    | 1  |    |    |    | 3  |
| Judo                         |   |   |   |   |    | 4  | 5  | 5  |    |    | 14 |
| Lotta senegalese             |   |   |   |   |    |    | 2  | ?  | ?  |    | ?  |
| Lotta                        |   |   | ? | ? | ?  |    |    |    |    |    | 14 |
| Tennistavolo                 |   |   |   | 2 |    |    |    | 2  |    |    | 4  |
| Finali                       | 0 | 0 | ? | ? | ?  | 12 | 27 | ?  | ?  | 15 | ?  |

| Legenda |                       |
|         | Cerimonia d'apertura  |
|         | Cerimonia di chiusura |
|         | Eventi                |
|         | Finali                |

## Medagliere
Paese ospitante
| Posiz. | Nazione         | Oro | Argento | Bronzo | Totale |
| ------ | --------------- | --- | ------- | ------ | ------ |
| 1      | Francia         | 23  | 23      | 12     | 58     |
| 2      | Canada          | 15  | 14      | 15     | 44     |
| 3      | Polonia         | 10  | 4       | 13     | 27     |
| 4      | Romania         | 9   | 10      | 4      | 23     |
| 5      | Marocco         | 7   | 10      | 6      | 23     |
| 6      | Senegal         | 6   | 5       | 8      | 19     |
| 7      | Vallonia        | 5   | 5       | 6      | 16     |
| 8      | Ciad            | 4   | 2       | 4      | 10     |
| 9      | Costa d'Avorio  | 4   | 0       | 2      | 6      |
| 10     | Camerun         | 3   | 7       | 7      | 17     |
| 11     | Libano          | 3   | 1       | 0      | 4      |
| 12     | Armenia         | 3   | 0       | 3      | 6      |
| 13     | Svizzera        | 2   | 2       | 3      | 7      |
| 14     | RD del Congo    | 2   | 1       | 1      | 4      |
| 15     | Québec          | 1   | 5       | 6      | 12     |
| 16     | Tunisia         | 1   | 3       | 6      | 10     |
| 17     | Qatar           | 1   | 1       | 6      | 8      |
| 18     | Seychelles      | 1   | 1       | 0      | 2      |
| 18     | Burundi         | 1   | 1       | 0      | 2      |
| 20     | Gibuti          | 1   | 0       | 1      | 2      |
| 20     | Haiti           | 1   | 0       | 1      | 2      |
| 22     | Niger           | 0   | 5       | 4      | 9      |
| 23     | Nuovo Brunswick | 0   | 1       | 5      | 6      |
| 24     | Burkina Faso    | 0   | 1       | 2      | 3      |
| 25     | Benin           | 0   | 1       | 1      | 2      |
| 25     | Montenegro      | 0   | 1       | 1      | 2      |
| 27     | Slovacchia      | 0   | 1       | 0      | 1      |
| 28     | Mauritius       | 0   | 0       | 4      | 4      |
| 29     | Ruanda          | 0   | 0       | 2      | 2      |
| 29     | Cambogia        | 0   | 0       | 2      | 2      |
| 31     | Uruguay         | 0   | 0       | 1      | 1      |
| 31     | Gabon           | 0   | 0       | 1      | 1      |
| 31     | Lussemburgo     | 0   | 0       | 1      | 1      |
| Totale | Totale          | 103 | 105     | 128    | 336    |